# Kelvin Wilson
Kelvin James Wilson (* 3. September 1985 in Nottingham) ist ein englischer Fußballspieler, der aktuell vereinslos ist.

## Sportlicher Werdegang

### Notts County
Kelvin Wilson startete seine Fußballerkarriere bei Notts County, einem Verein aus seiner Heimatstadt Nottingham. Seine Mannschaft spielte zu diesem Zeitpunkt in der Football League One, erreichte jedoch am Saisonende lediglich Platz 23 und damit den vorletzten Rang, der den Abstieg bedeutete. Die Spielzeit 2004/05 bestritt er als Stammspieler, allerdings nur noch in der vierthöchsten englischen Liga. Notts County verpasste mit dem 19. Platz den Wiederaufstieg deutlich. In der folgenden Saison lief es für die Mannschaft sogar noch schlechter, bis kurz vor Ende der Saison steckte sie tief im Abstiegskampf und hatte am Ende nur 3 Punkte Vorsprung auf Absteiger Oxford United.

### Preston North End
Da die sportliche Perspektive auch in Zukunft nicht vielversprechender aussah, wechselte Kelvin Wilson bereits während der Spielzeit im März 2006 auf Leihbasis zu Preston North End. Seine neue Mannschaft spielte eine sehr gute Saison in der Football League Championship und erreichte am Ende Platz 4. Im Halbfinale der Play-offs scheiterte Preston nach einem 1:1-Auswärtserfolg, durch eine 0:2-Heimniederlage an Leeds United. Wilson absolvierte 6 Einsätze und wechselte nach der Saison für £300,000 zu Preston. Mit 21 Ligaeinsätzen konnte sich Wilson in der nächsten Saison keinen Stammplatz erspielen und entschied sich daraufhin für einen Wechsel zu Nottingham Forest.

### Nottingham Forest
Nach dem Wechsel für erneut £300,000 unterschrieb er einen Vierjahresvertrag und schaffte in Nottingham unter Trainer Colin Calderwood den Sprung in die Stammelf. Mit 42 Ligaeinsätzen hatte er entscheidenden Anteil am Aufstieg der Mannschaft in die Football League Championship, der durch einen zweiten Tabellenplatz erreicht wurde. Der starken Defensive um ihn war es auch zu verdanken, das Forest in 24 Spielen ohne Gegentreffer blieb und damit einen neuen Ligarekord aufstellte. In der Spielzeit 2008/09 konnte Wilson seine starke Form der Vorsaison nicht konservieren und schaffte mit seiner Mannschaft erst am vorletzten Spieltag den zwischenzeitlich stark gefährdeten Klassenerhalt. Durch eine rote Karte nach einer Tätlichkeit fehlte er zudem die letzten Spiele der Saison. Die Anfangszeit der Football League Championship 2009/10 verpasste er aufgrund einer Verletzung. Nach seiner Genesung konnte er sich jedoch schnell seinen Stammplatz in der Verteidigung zurückholen und absolvierte mit Forest eine sehr erfolgreiche Saison, die am Ende der Spielzeit auf einen dritten Platz führte. In der ersten Play-off-Runde scheiterte Wilson jedoch mit seinem Team in zwei Spielen am späteren Aufsteiger FC Blackpool.
Im Januar 2011 wurde bekannt, dass Wilson einen Vorvertrag beim schottischen Spitzenclub Celtic Glasgow unterzeichnet hat. Der Vertrag beinhaltet eine Laufzeit von vier Jahren und hat Gültigkeit ab Saisonbeginn 2011/12. Im Laufe der Saison kam Wilson unter Trainer Billy Davies kaum mehr zum Einsatz und absolvierte lediglich zehn Spiele in der Saison 2010/11.

### Celtic Glasgow
Nach Ablauf seines Vertrages in Nottingham wechselte Kelvin Wilson zum 1. Juli 2011 ablösefrei zu Celtic Glasgow in die Scottish Premier League. Er debütierte für seine neue Mannschaft am 1. Spieltag der Saison 2011/12 gegen Hibernian Edinburgh. Im September 2011 verletzte er sich an der Achillessehne und fiel für zwei Monate aus, sodass er nur 15-mal in der Liga zum Einsatz kam. Mit der Mannschaft konnte er trotzdem in der Premierensaison erstmals die Schottische Meisterschaft gewinnen. In der folgenden Spielzeit 2012/13 spielte er unter Neil Lennon als Stammspieler und kam auf 32 Saisonspiele. Mit Celtic konnte Wilson den Titel aus dem Vorjahr erfolgreich verteidigen sowie mit dem Gewinn des Pokals das Double perfekt machen.

### Nottingham Forest
Nach zwei Spielzeiten in Schottland kehrte Wilson im August 2013 zurück zu Nottingham Forest.